# 伊萬·古多維奇

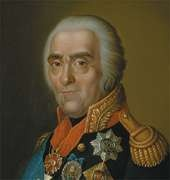
伊万·古多维
奇伯爵

伊万·瓦西里耶维奇·古多维奇伯爵（俄語：  Граф Ива́н Васи́льевич Гудо́вич, 罗马化：Iván Vasíl’evič Gudóvič ；1741年—1820年）是含有乌克兰血统的俄罗斯贵族军事家，曾带领部队于1789年夺取哈吉贝，1807年征服达吉斯坦。
这位贵族军事家的父亲是乌克兰哥萨克组织的一个有影响力的成员，曾先后送古多维奇前往柯尼斯堡阿尔贝蒂娜大学和莱比锡大学进行学习。 1759 年，古多维奇到达圣彼得堡，之后加入俄罗斯军队，并希望能够从当时是彼得三世的副官的哥哥安德烈所享受的待遇中获利。
1762年，彼得三世被廢黜后，古多维奇兄弟被捕，并被判处短期徒刑。然而，在第五次俄土战争期间，作为弟弟的伊万·古多维奇声名鹊起，并先后在霍京 、拉尔加和卡古尔三大战役中脱颖而出。再接下来的十年中，他先后在梁赞、坦波夫和波多利亚三地从事半军事半行政的工作。
古多维奇在第六次俄土战争期间也凭借一系列出色的战役让自己的名字响彻欧陆。1789 年，他成功攻占哈吉贝，随后这一地区被俄罗斯帝国政府更名为敖德萨。之后他乘胜追击，最终夺取了对多瑙河三角洲拥有重大军事意义的基利亚。然而，当他准备对伊兹梅尔发动进攻时，波将金亲王派遣苏沃洛夫接替了古多维奇的职位，并将后者派往了高加索前线。在那里，他成功占领了奥斯曼帝国战略要地阿纳帕，同时俘虏了其 13,000 名士兵。 
凭借频传的捷报和辉煌的战绩，古多维奇的统帅能力赢得了越来越多的人的赞许。然而，他在 1795 年与阿迦·穆罕默德汗在格鲁吉亚的政变中因缺乏果断的应变决策而丧尽元气。之后的古多维奇渴望通过当局正在规划的波斯入侵计划来实现自我救赎；然而，最高指挥权已经落入了年轻而缺乏经验的瓦莱里安·祖博夫手中。最终，古多维奇只能接受立即退役的苦果。在他退役休假期间，叶卡捷琳娜二世去世；皇位的继任者保罗一世这才回想起古多维奇对父王的忠诚，于是用古多维奇取代了祖博夫，而前者也被加授为伯爵。

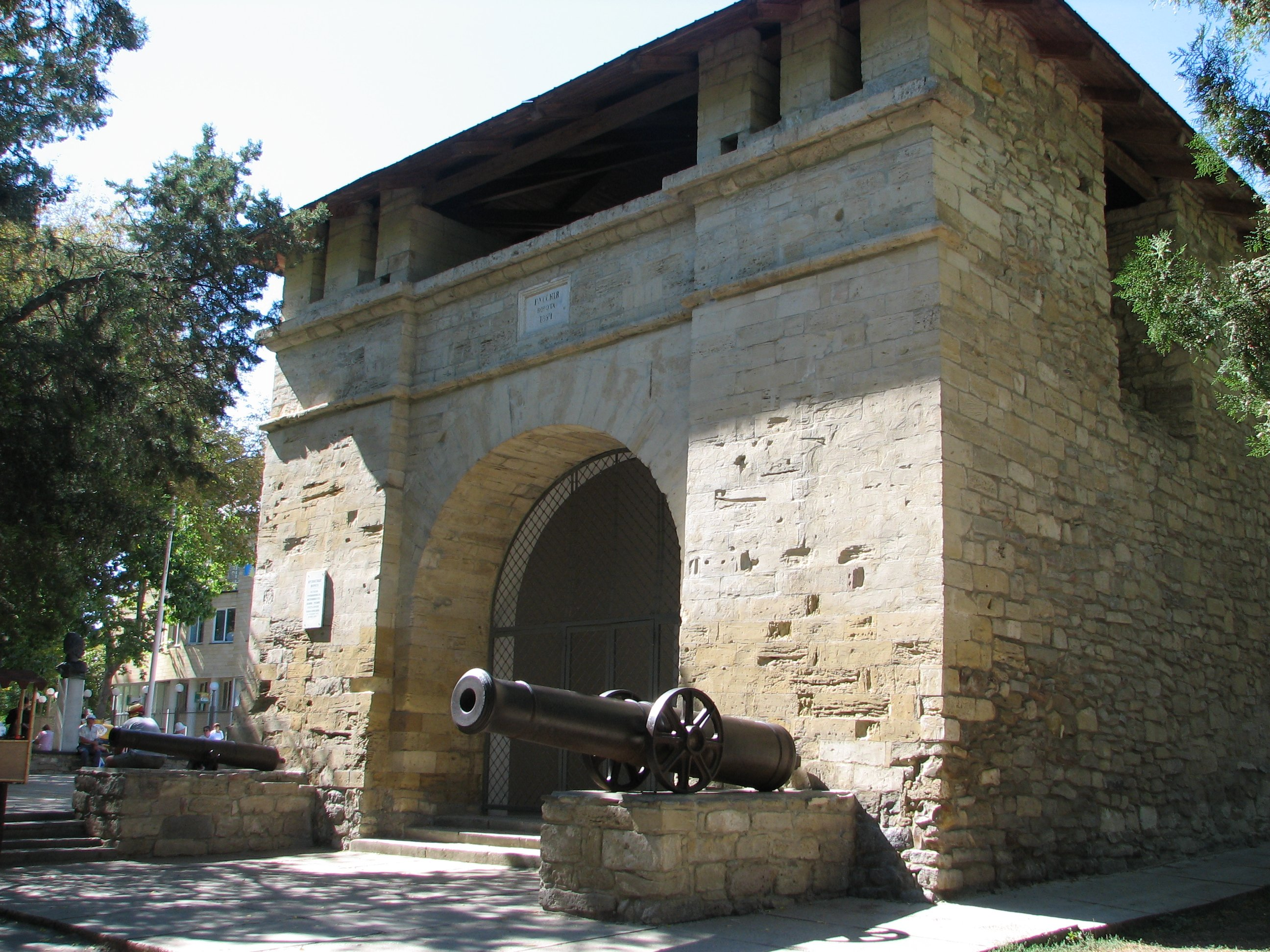
阿纳帕要塞，1791 年由古多维奇占领。

此时，波斯战役已经结束，因此古多维奇准备利用即将在莱茵河上与法国革命军展开的战斗展现自己宝刀未老的一面；然而，这一战役规划在几个月内就被放弃，古多维奇只能继续等待，直到与波斯新的战争拉开序幕。
1806 年，古多维奇任命为被高加索地区总司令。在俄波战争期间，他前往里海，率军先后横扫傑爾賓特、谢卡和巴库汗国，并在阿尔帕猜战役中一举击溃了约瑟夫·帕夏的 24,000 人大军。随后，古多维奇被提升为陆军元帅。然而，这场战斗让他损失了一只眼睛，使他在之后很难做出有效的判断与指挥。 1808 年，这位病重的将军兵败叶里温，最终撤退到格鲁吉亚以作休整。
这场败仗让古多维奇沮丧万分，因此他也辞去了所有的职务，离开军队前往治理莫斯科。三年之后，年迈的他终于退休，回到了他在波多利亚的大庄园——这里是他义父基里尔·拉祖莫夫斯基伯爵留给他的遗产。数年之后，古多维奇离世，享年 80 岁。按照他的遗愿，这位军事家的尸体最终安葬于基辅圣索菲亚大教堂。